# Ezequiel Parnisari
Oscar Ezequiel Jonathan Parnisari (* 1. Juni 1990 in San Luis) ist ein argentinischer Fußballspieler. Der Innenverteidiger wurde 2017/18 Meister der Primera Nacional B.

## Karriere
Parnisari verbrachte seine Jugendzeit bei Estudiantes de San Luis, bevor er zu Olimpo de Bahía Blanca wechselte. Seine Profikarriere bei Olimpo begann im Jahr 2011, als er im November sein Debüt im Rahmen eines Copa-Argentina-Spiels gegen Central Norte gab. In seinen ersten beiden Saisons bestritt der Verteidiger 18 Ligaspiele, darunter sein erstes Spiel in der argentinischen Primera División am 3. Dezember, bei einem Unentschieden gegen CA Lanús. Am 30. Juni 2013 wechselte Parnisari auf Leihbasis zum venezolanischen Erstligisten Deportivo Anzoátegui. Insgesamt kam er zu 27 Einsätzen in allen Wettbewerben für den venezolanischen Klub.
Im Mai 2014 kehrte Parnisari zu Olimpo zurück und bestritt in den folgenden vier Saisons 62 Spiele, in denen er ein Tor erzielte. Am 15. Juli 2017 unterschrieb der Abwehrspieler bei Aldosivi in der Primera B Nacional. Mit dem Verein gewann er die Meisterschaft und stieg auf. Er selbst blieb aber in der zweiten Liga und wechselte zu Agropecuario. Dort erzielte er bei seinem Ligadebüt das Siegtor gegen Santamarina. Im Januar 2022 wechselte Parnisari zu Instituto, und 2024 ging er nach Chile zu Unión La Calera.

## Erfolge
Aldosivi
- Argentinischer Zweitliga-Meister: 2017/18